# Raywick
Raywick – miasto w Stanach Zjednoczonych, w stanie Kentucky, w hrabstwie Marion.